# Jet Stream Airlines
Jet Stream Airlines was een Moldavische luchtvrachtmaatschappij met haar thuisbasis in Chisinau.

## Geschiedenis
Jet Stream Airlines werd opgericht in 2005.

## Vloot
De vloot van Jet Stream Airlines bestond in maart 2007 uit:
- 2 Ilyushin IL-76T
- 2 Ilyushin IL-76TD